# NGC 5563
NGC 5563 est une galaxie lenticulaire (elliptique ?) située dans la constellation de la Vierge. Sa vitesse par rapport au fond diffus cosmologique est de 7 196 ± 17 km/s, ce qui correspond à une distance de Hubble de 106,1 ± 7,4 Mpc (∼346 millions d'al). NGC 5563 a été découverte par l'astronome allemand Albert Marth en 1864.
À ce jour, une mesure non basée sur le décalage vers le rouge (redshift) donne une distance d'environ 111,000 Mpc (∼362 millions d'al). Cette valeur est à l'intérieur des valeurs de la distance de Hubble.